# Aktionsanalytische Organisation
Die Aktionsanalytische Organisation (AAO), auch als AA-Kommune, Muehl-Kommune oder Friedrichshof-Gruppen bezeichnet, war eine etwa 1970 aus einer Wohngemeinschaft entstandene Kommune, die von dem Aktionskünstler Otto Muehl gegründet wurde. Sie umfasste in ihrer Blütezeit bis zu 600 Mitglieder. Die AAO verstand sich als Gesellschaftsexperiment, als Modell einer zukünftigen Form des Zusammenlebens und bezeichnete ihre Prinzipien als „neuen Humanismus“. 

## Ziele
Die AAO postulierte eine Rückkehr zur Natur und freie Liebe. Als theoretische Grundlagen diente eine Mischung aus Thesen von Jean-Jacques Rousseau, Karl Marx, Wilhelm Reich („Charakteranalyse“), Psychodrama, Arthur Janov („Urschrei“) und Parolen der 1968er linken Studentenbewegung zur Befreiung der Sexualität.
Die gesellschaftlichen Zustände wurden von der AAO auf die schädlichen Auswirkungen des Lebens in Kleinfamilien zurückgeführt. Die so entstandene Charakterpanzerung sollte aufgebrochen werden, indem in einer Art Schauspiel, innerhalb der Kommune „Selbstdarstellung“ genannt, alle Angst-, Scham- und Ekelgefühle sowie Tabus radikal zu durchbrechen waren. Das sollte zu einer Art „Wiedergeburt“ und zu einem höheren Bewusstsein („AA-Bewusstsein“) führen. Ziel war ein neues Gesellschaftsmodell, das weltweit eingeführt werden sollte. Die Mitglieder der Kommune wurden eine Zeit lang nach ihrer „Bewusstseinsstufe“ im Sinne einer Hackordnung durchnummeriert.

## Entwicklung

### 1970er Jahre
Muehls Wiener Kommune war zunächst eine unter vielen. Im Sommer 1972 begann Muehl, Sprechstunden für die Mitglieder einzurichten, und nannte diese Behandlung alsbald „Aktionsanalyse“.
AAO-Teams traten in den 1970er Jahren an verschiedenen deutschen Universitäten auf, um Werbung für ihre Sache zu machen. Man erkannte die Mitglieder sofort an ihrer Einheitskleidung, der Latzhose, und an ihren kurz geschnittenen Haaren, was zu dieser Zeit bei jungen Menschen sehr ungewöhnlich war.
Wesentliche Grundlage der AAO war neben der freien, gemeinsamen Sexualität auch die Abschaffung des Privateigentums. Es sollte nur noch gemeinsamen Besitz geben. Deshalb hatten die Mitglieder ihr gesamtes Vermögen der Gemeinschaft zuzuführen. Ab 1974 wurde die Zentrale in Friedrichshof in der Marktgemeinde Zurndorf im Burgenland eingerichtet. Hier wurden in den folgenden Jahren mehrere Kinder geboren, die als gemeinsame Kinder galten. In vielen anderen Städten kam es zu Niederlassungen, deren wirtschaftliche Grundlage Handwerksbetriebe waren; der Erlös wurde gemeinsam verwaltet. Für jedes Mitglied bestand Arbeitspflicht in den eigenen Wirtschaftsbetrieben. Die AAO betrieb Landwirtschaft, führte Entrümpelungen durch und unterhielt Läden und Cafés. Es gab auch ein eigenes Unternehmen für die Literaturproduktion.
Bereits in den 1970er Jahren kam es innerhalb der AAO zu systematischem sexuellen Missbrauch an Minderjährigen. Otto Muehl selbst begann laut Aussagen des Aussteigers Andreas Schlothauer schon früh, Kleinkinder sexuell zu missbrauchen. Die Organisation verfolgte eine ideologische Trennung von Eltern und Kindern, da die emotionale Bindung als „krankhafte Fixierung“ galt. Kinder wurden gezielt isoliert und in eigene Gruppen überführt, wo sie unter völliger Kontrolle der Erwachsenen standen. Der autoritäre Aufbau der Kommune, die vollständige ökonomische Abhängigkeit und das ausgeprägte Machtgefälle zwischen Muehl und den Mitgliedern begünstigten diese Gewaltstrukturen.
Mit der Wiedereinführung des Privateigentums zeigten sich nach und nach Tendenzen zur Verbürgerlichung der AAO. Bereits 1978 wurde Privateigentum in beschränktem Maße wieder zugelassen, indem jedem Mitglied ein eigener Verfügungsbetrag zugestanden wurde. 1979 wurde das Prinzip des Gemeinschaftseigentums für beendet erklärt. Auch die Einheitskleidung verschwand. Die Bewegung verlor an Elan, und viele Mitglieder kehrten ihr den Rücken.

### La Gomera
Otto Muehl, der immer mehr in den Hintergrund zu treten schien, wagte schließlich 1986 den totalen Neuanfang: Mit etwa 200 Getreuen wanderte er auf die Kanareninsel La Gomera aus. Er brach mit dem bisherigen Prinzip der gemeinsamen Sexualität und erklärte Claudia Weissensteiner zu seiner „ersten“ Frau und ihren Sohn zu seinem künftigen Nachfolger. In der Art eines Patriarchen regierte er sein zerbröckelndes „Reich“, bis er vor einem österreichischen Gericht angeklagt wurde.

### Auflösung
Otto Muehl, Gründer und Oberhaupt der Gruppe, wurde am 13. November 1991 in Eisenstadt im österreichischen Burgenland zu 7 Jahren Freiheitsstrafe verurteilt. Anklagepunkte waren die Praktiken in seiner Organisation, Unzucht und Beischlaf mit Unmündigen, Missbrauch eines Autoritätsverhältnisses und diverse Drogendelikte. Muehl gab die Beschuldigungen größtenteils zu. Nach späteren Aussagen von Muehl, die im Bayerischen Fernsehen ausgestrahlt wurden, waren viele Mitglieder der AAO an sexuellem Missbrauch beteiligt, wozu unterschiedliche Berichte existieren. Im Anschluss an die Verurteilung löste die Gruppe sich auf.
Die AAO hat spätere Kommune-Experimente mitgeprägt. Dieter Duhm entnahm nach eigener Aussage hieraus „erste Inspirationen“. Andreas Schlothauer (Aussteiger und Buchautor) zufolge wurde das erste Konzept des ZEGG innerhalb der AAO entwickelt.
Viele der Betroffenen sprechen in Interviews und Dokumentarfilmen von anhaltenden Traumata. Die Dokumentation Meine keine Familie (2012) von Paul-Julien Robert schildert eindrücklich die strukturelle Gewalt innerhalb der Gruppe. Robert, in der AAO geboren, schildert, wie sein juristischer Vater Suizid beging und wie systematische Isolation, sexualisierte Machtverhältnisse und psychischer Druck Teil des Alltags waren.
Muehl wurde 1997 aus dem Strafvollzug entlassen. Elemente der AAO lebten in verschiedenen Neugründungen weiter, auch in einer kleinen Gruppe um Muehl selbst. Im Mai 2013 starb Otto Muehl in seinem Domizil in Portugal.

## Kritik
Nach Ansicht von Kritikern war die AAO eine autoritäre und hierarchische Organisation mit uneinlösbaren Heilsversprechen, verkürzten Antworten auf komplexe Probleme, welche immer wieder auf einen zu repressiven Umgang mit Sexualität zurückgeführt werden, einer extremen Abgeschlossenheit gegen Kritik und Zweifel, elitären und teilweise endzeitlichen Vorstellungen und einer sehr starken Konzentration auf Otto Muehl als Führer und Vordenker, was zu kontroversen und teils sehr kritischen Bewertungen führte.
In der Rückschau wurde die AAO vielfach als sektenhafte, totalitäre Struktur eingeordnet, die unter dem Deckmantel einer „sexuellen Befreiung“ massive physische und psychische Gewalt ausübte. Die Totalübertragung des Privateigentums, der erzwungene kollektive Gehorsam, die interne Nummerierung nach „Bewusstseinsstufen“ und die systematische Auflösung familiärer Bindungen sind laut Sektenforschern typische Merkmale autoritärer Kulte. Die österreichische Sektenstelle und mehrere Journalist*innen sprechen rückblickend von einem „totalitären, quasi-religiösen Machtapparat“, in dem Otto Muehl „über Jahre hinweg unkontrollierte Macht“ ausüben konnte.
In den letzten Jahren fordern Betroffenen-Initiativen wie „Mathilda“ oder Künstlern wie Paul-Julien Robert eine kritische Auseinandersetzung auch mit dem künstlerischen Nachlass Muehls. Museen wie das Belvedere Wien oder das Museum Ludwig in Köln haben infolgedessen Werke aus der Sammlung entfernt oder Ausstellungsteilnahmen abgelehnt.
Tatsächlich handelte es sich allerdings um eine klassische Sekte. So wurden die Menschen in der Sekte dazu gezwungen, ihr gesamtes Vermögen auf die Sekte zu übertragen. Schwangere Frauen, die nicht die Erlaubnis von Otto Mühl hatten, das Kind zu bekommen, wurden unter Druck gesetzt und zur Abtreibung gezwungen.
Des Weiteren wurden Kinder massiv körperlich und insbesondere seelisch misshandelt. Kinder wurden zur Bestrafung mit dem Kopf in Wassereimer getunkt oder in Zwangsjacken gesteckt. Beim sog. „Kinderpalaver“ wurde jeweils ein einzelnes Kind in der Mitte eines Raumes von Otto Mühl als „Kleines Arschloch“ beschimpft und von den Erwachsenen ausgelacht und verspottet.
Schon die Kleinkinder wurden systematisch von ihren Eltern getrennt, da nach der Sektenideologie die sog. „krankhafte Fixierung“ schädlich für die Entwicklung des Kindes sei. In mehreren Fällen wurden Schwangerschaftsabbrüche erzwungen, wenn Muehl keine Erlaubnis zum Austragen des Kindes gab.

## Zitat
„Wer den Krieg abschaffen will, muß zuerst die Kleinfamilie beseitigen.“

## Dokumentarfilm
- Paul-Julien Robert: Meine keine Familie, Österreich 2012, 93 min.
- teilweise: Paul Poet: My Talk With Florence (F. Bernier-Bauer, Interviewfilm), Österreich 2015, 129 min.
- Juliane Großheim: Die Kinder vom Friedrichshof. Die Kommune Otto Mühl. 2009 Die Kinder vom Friedrichshof bei IMDb